# Ambulacraria
Ambulacraria je pravděpodobně monofyletický taxon, který zahrnuje živočišné kmeny polostrunatců (Hemichordata) a ostnokožců (Echinodermata). S tímto názvem přišel už v 19. století Ilja Mečnikov, ale znovu ho do odborného názvosloví přinesla až odborná studie z roku 1995, která zkoumala geny kódující rRNA těchto živočichů. Mimo podobnou genetickou informaci, jež vyplynula ze sekvenací DNA, se podobají i stavbou Hox komplexu a určitými odchylkami od genetického kódu v jejich mitochondriích (v mtDNA).
Sesterskou skupinou jsou zřejmě mlžojedi (Xenoturbellida), o jednu pomyslnou větev níže se odštěpila linie strunatců.